# Rhinocypha fulgipennis
Rhinocypha fulgipennis là loài chuồn chuồn trong họ Chlorocyphidae. Loài này được Guérin-Méneville mô tả khoa học đầu tiên năm 1831.